# Hrabstwo Gosper

Piramida wieku hrabstwa

Hrabstwo Gosper (ang. Gosper County) – hrabstwo w stanie Nebraska w Stanach Zjednoczonych. W roku 2010 liczba mieszkańców wyniosła 2044. Stolicą i największą miejscowością jest Elwood.

## Geografia
Całkowita powierzchnia wynosi 1198,4 km² z czego woda stanowi 11,8 km².

### Wioski
- Elwood
- Smithfield